# Perilampus nigriviridis
Perilampus nigriviridis is een vliesvleugelig insect uit de familie Perilampidae. De wetenschappelijke naam is voor het eerst geldig gepubliceerd in 1912 door Girault.